# Карл-Гартвіг Зібольд
Карл-Гартвіг Зібольд (нім. Karl-Hartwig Siebold; 19 березня 1917, Гестгахт — 5 січня 1986, Швальмштадт) — німецький офіцер-підводник, капітан-лейтенант крігсмаріне.

## Біографія
3 квітня 1936 року вступив на флот. З березня 1940 року — вахтовий офіцер на плавучій базі підводних човнів «Вільгельм Бауер». З 30 червня по 29 листопада 1941 року пройшов курс підводника. З 30 листопада 1941 року — 1-й вахтовий офіцер на підводному човні U-66. 1-14 жовтня 1942 року пройшов курс кермування, з 15 жовтня по 14 листопада — курс командира човна. З 14 листопада 1942 по 2 липня 1944 року — командир U-554, з 23 вересня по 2 травня 1945 року — U-3504. 8 травня був взятий в полон британськими військами.

## Звання
- Кандидат в офіцери (3 квітня 1936)
- Морський кадет (10 вересня 1936)
- Фенріх-цур-зее (1 травня 1937)
- Оберфенріх-цур-зее (1 липня 1938)
- Лейтенант-цур-зее (1 жовтня 1938)
- Оберлейтенант-цур-зее (1 жовтня 1940)
- Капітан-лейтенант (1 жовтня 1943)

## Нагороди
- Залізний хрест
  - 2-го класу (11 листопада 1942)
  - 1-го класу (30 вересня 1942)
- Нагрудний знак підводника (28 травня 1942)